# نظام الطبيعة (كتاب فلسفي)
نظام الطبيعة أو قوانين العالم الأخلاقي والمادي (بالفرنسية: Système de la Nature ou Des Loix du Monde Physique et du Monde Moral)‏ هو عمل فلسفي صدر عام 1770 بقلم بول هنري ثيري، بارون دي هولباخ (1723–1789).